# João Zacarias

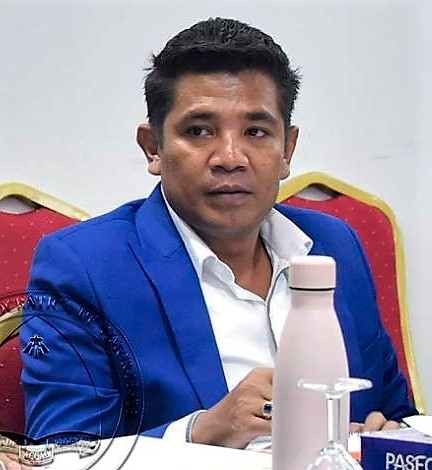
João Zacarias (2019)

João Zacarias Freitas Soares (* 13. August 1977) ist ein osttimoresischer Politiker. Er ist Mitglied der Kmanek Haburas Unidade Nasional Timor Oan (KHUNTO). Hier war Zacarias bis März 2020 zweiter stellvertretender Generalsekretär.
Bei den vorgezogenen Neuwahlen 2018 stand Silva auf Platz 53 der Aliança para Mudança e Progresso (AMP), zu der auch KHUNTO gehört, verpasste aber den Einzug in das Parlament.
Am 22. Juni 2018 wurde Zacarias zum stellvertretenden Minister für Bildung, Jugend und Sport vereidigt. Er folgt damit José Neves, der das Amt von 2017 bis 2018 innehatte. Mit der Regierungsumbildung am 29. Juni 2020 schied Zacarias aus dem Kabinett aus.